# Warken (Luxemburg)
Warken (Luxemburgs: Waarken) is een plaats in de gemeente Ettelbruck en het kanton Kanton Diekirch, in centraal Luxemburg. De plaats heeft 1670 inwoners (2007). De plaats ligt aan de rivier de Wark en maakt deel uit van Ettelbruck.

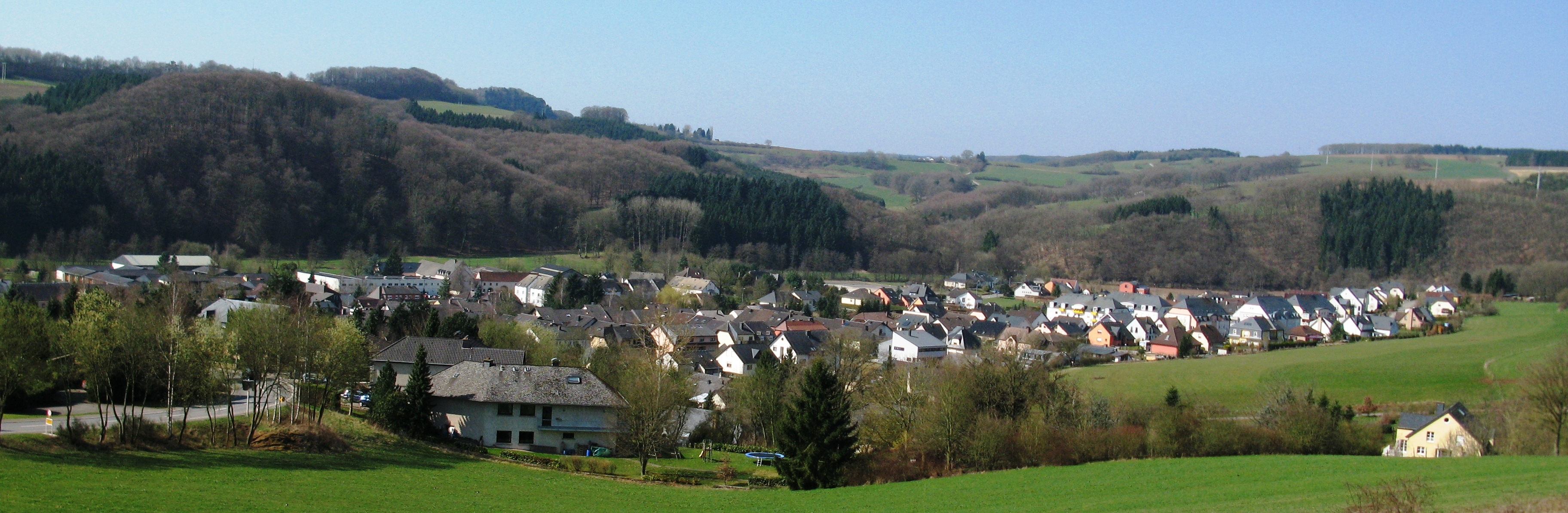